# Ilūkste
Ilūkste est une ville dans le sud-est de Sélonie en Lettonie. Elle est située sur les rives de la Ilūkste, au croisement des routes P70, P71 et P72, à 204 km de Riga. Sa superficie est de 9,2 km2. 
Elle a acquis le statut de ville depuis 1917.
Jusqu'à la réforme territoriale du 2009, Ilūkste faisait partie du Daugavpils rajons. Aujourd'hui, c'est le centre administratif de Ilūkstes novads.

## Histoire
La ville, connue alors sous le nom d'Illuxt, fut mentionnée pour la première fois comme un village appartenant aux domaines du comte Kasper Zilbergs.
En 1795, elle se trouvait à l'intersection des routes commerciales de la Russie blanche (actuelle Biélorussie), de la Lituanie et de la ville de Dünaburg (aujourd'hui Daugavpils). Elle fut intégrée à la Russie après le troisième partage de la Pologne. Elle avait 50 églises, 15 écoles secondaires et 150 tavernes. Elle fit partie du gouvernement de Courlande dont elle était l'un des chefs-lieux de district. Elle avait la particularité d'abriter de fortes minorités de Russes, de Biélorusses, de Polonais, de Lituaniens et d'Allemands. 
À la fin de l'occupation allemande de 1915-1918, elle fut située sur la ligne de front et fut presque entièrement détruite, tandis que sa minorité allemande, favorable à un ralliement à l'Allemagne fut expulsée et que des Lettons prirent parti pour l'Armée rouge, par crainte d'être rattachés à l'Allemagne. Finalement elle fut rattachée à la nouvelle Lettonie indépendante en 1919 et prit officiellement le nom letton d'Ilukste.

## Population
Lors du recensement de 2000, Ilūkste comptait 2 983 habitants (dont 51,3 % de Lettons, 25 % de Russes, 15,9 % de Polonais, 3,7 % de Biélorusses et 4,1 % d'autres nationalités). En 2015, la ville compte 2 697 habitants.